# Orchis ustulata
Orchis ustulata L.1753 es una especie incluida en el género de orquídeas Orchis de la subfamilia Orchidoideae de la familia de las Orchidaceae.  Se distribuyen por Europa. Son de hábitos terrestres y tienen tubérculos.

## Descripción

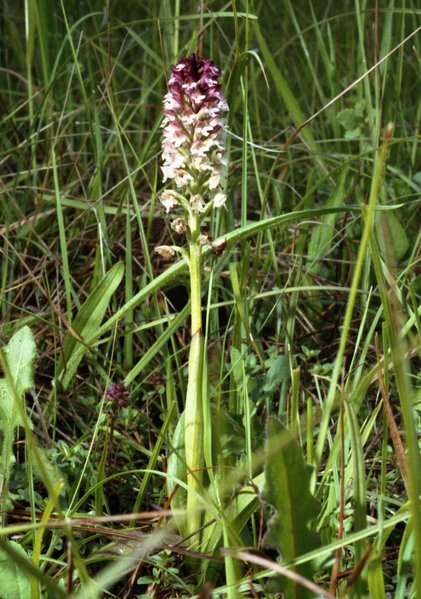
Hábito

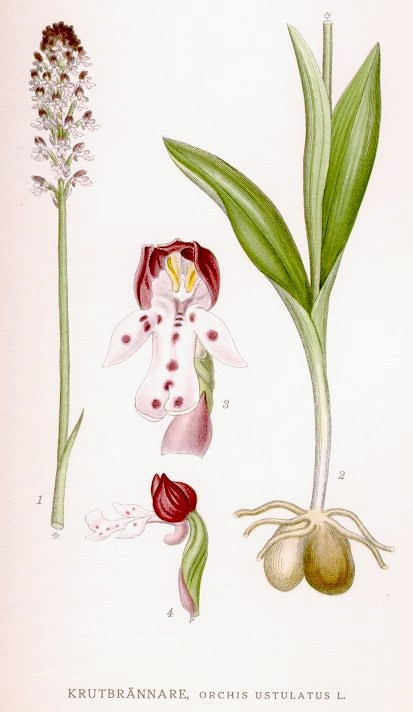
Ilustración

Las hojas son oblongas con una longitud de 5 cm, crecen desde los nódulos subterráneos que tienen un tamaño máximo de 6 cm y son redondos

Las inflorescencias que son erectas en espiga, salen de la roseta basal de hojas estando cubierto el tallo en 1/3 por una bráctea color verde claro.

Presenta una densa floración con flores pequeñas. Los tres sépaloson iguales en tamaño estando soldados por los lados quedando los ápices sueltos y forman una especie de gorra que cubre la columna. Los sépalos presentan un color púrpura oscuro que en los bordes vira a blanquecino en el haz, y de color blanco con motas púrpuras en el envés.

El labelo sobresale debajo del casco 2/3 partes es de color blanco con algunas motas de color púrpura gruesas y dispersas.  El labelo presenta una indentación en el extremo de la parte inferior con dos lóbulos ligeramente hacia arriba. También presenta dos lóbulos, uno a cada lado en la parte superior que están ligeramente arqueados hacia arriba. Tiene dos pétalos más muy reducidos.

Floreciendo desde abril hasta junio. El color puede variar en intensidad de los tonos púrpuras.

## Hábitat
Se desarrolla en prados y terrenos a la luz solar directa o media sombra.

## Usos medicinales

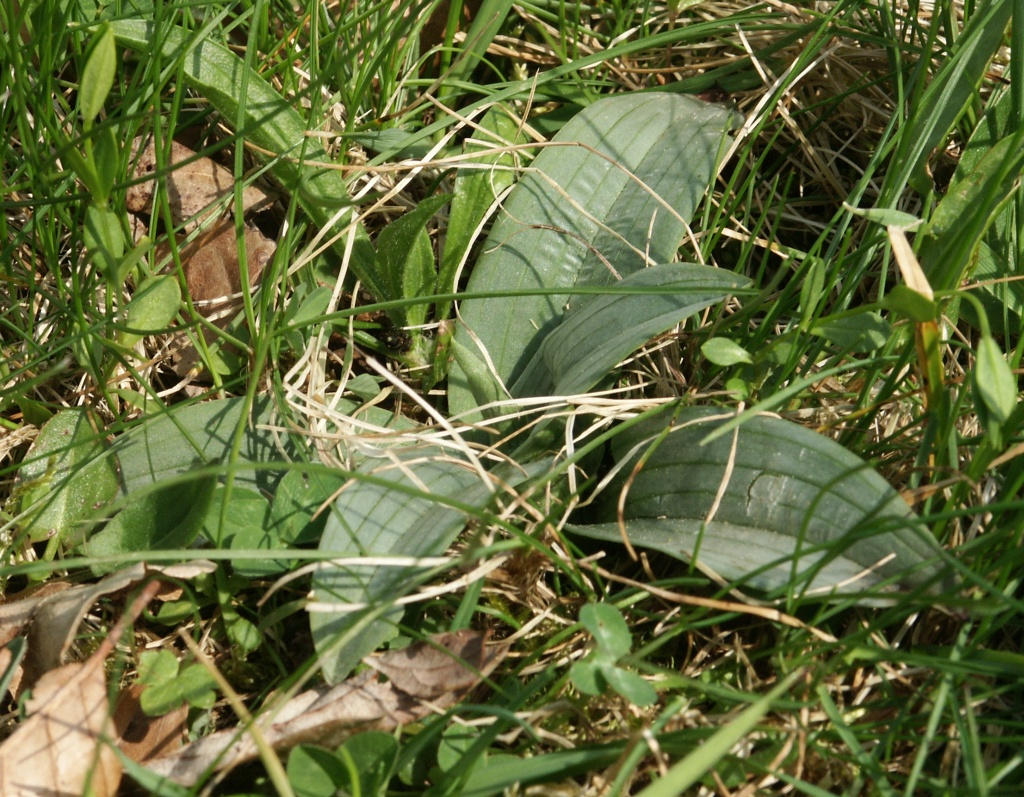
Roseta foliar

La harina de sus tubérculos llamada salep es muy nutritiva y demulcente. Se usa en dietas especiales de convalecientes y niños. Es muy rica en mucílago y forma una demulcente y suave gelatina que se usa para el canal gastrointestinal irritado. Una parte de harina con cincuenta partes de agua son suficientes para formar la gelatina. El tubérculo para preparar la harina debe ser recolectado cuando la planta está recién seca después de la floración y cuando ha soltado las semillas.

## Taxonomía
Orchis ustulata fue descrita por Carlos Linneo  y publicada en Species Plantarum 941. 1753.
Etimología
Las orquídeas reciben su nombre del griego όρχις orchis, que significa testículo, por la apariencia de los tubérculos subterráneos en algunas especies terrestres. La palabra orchis la usó por primera vez Teofrasto (371/372 - 287/286 a. C.), en su libro  De historia plantarum (Historia natural de las plantas). Fue discípulo de Aristóteles y está considerado como el padre de la Botánica y de la Ecología.
ustulata: epíteto latino que significa «quemado», «de fuego».
Sinonimia
- Orchis amoena Crantz 1769
- Orchis columnae F.W.Schmidt 1795
- Orchis parviflora Willd. 1805
- Orchis hyemalis Raf. 1817
- Orchis imbricata Vest 1824
- Neotinea ustulata (L.) R.M.Bateman, Pridgeon & M.W.Chase 1997

## Nombre común
Orquídea manchada.